# Associazione Sportiva Como 1936-1937
Questa pagina raccoglie le informazioni riguardanti l’Associazione Sportiva Como nelle competizioni ufficiali della stagione 1936-1937.

## Stagione
Nella stagione 1936-1937 il Como ha disputato il girone D della Prima Divisione Lombarda. Con 23 punti si è piazzato in seconda posizione.

## Rosa
| N. |                   | Ruolo | Calciatore           |
| -- | ----------------- | ----- | -------------------- |
|    | Italia (bandiera) | P     | Egidio Bianchi       |
|    | Italia (bandiera) | P     | Enrico Borgomainerio |
|    | Italia (bandiera) | C     | Cesare Butti         |
|    | Italia (bandiera) | D     | Caminada             |
|    | Italia (bandiera) | A     | Luigi Cattaneo       |
|    | Italia (bandiera) | D     | Giuseppe Conca       |
|    | Italia (bandiera) | A     | Paolo Cocciu         |
|    | Italia (bandiera) | C     | Carlo Codari         |
|    | Italia (bandiera) | A     | Osvaldo Ghislanzoni  |

| N. |                   | Ruolo | Calciatore         |
| -- | ----------------- | ----- | ------------------ |
|    | Italia (bandiera) | C     | Fausto Gorla       |
|    | Italia (bandiera) | A     | Umberto Guarnieri  |
|    | Italia (bandiera) | D     | Emilio Molteni     |
|    | Italia (bandiera) | C     | Ettore Mussi       |
|    | Italia (bandiera) | D     | Gian Emilio Piazza |
|    | Italia (bandiera) | C     | Felice Renoldi     |
|    | Italia (bandiera) | D     | Arnaldo Sala       |
|    | Italia (bandiera) | A     | Vittorio Saldarini |
|    | Italia (bandiera) | A     | Domenico Torti     |